# Teages

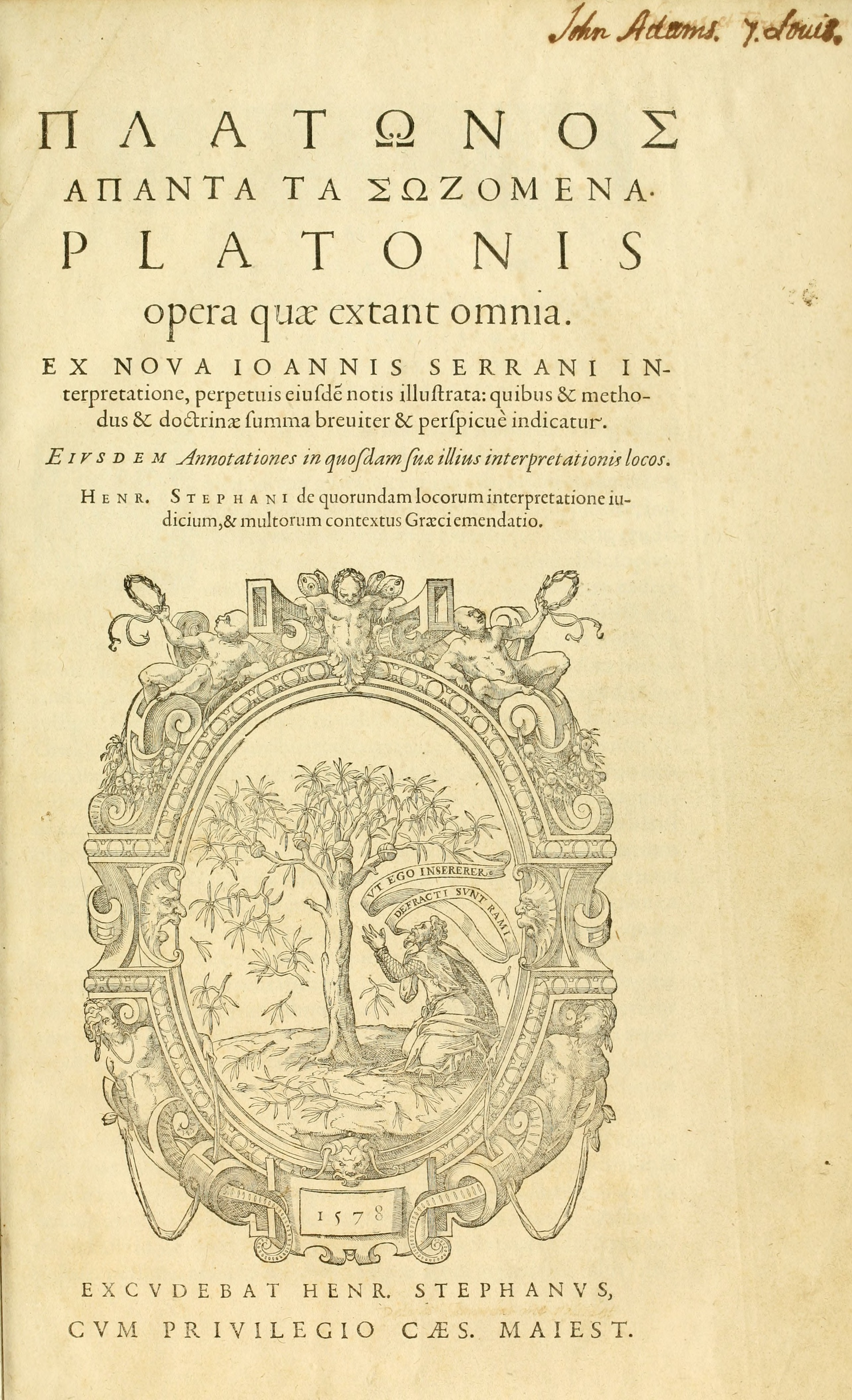
Página de rosto da edição Platão por Henri Estienne (Henricus Stephanus).

Teages é um diálogo atribuído a Platão, apresentando Demódoco, Sócrates e Teages. Há um debate sobre a sua autenticidade; W. R. M. Lamb tira esta conclusão a partir de sua opinião de que o trabalho é inferior e não-socrático, mas reconhece que foi universalmente considerado autêntico na antiguidade.

## Assunto
No diálogo, Demódoco apresenta seu filho Teages a Sócrates e eles discutem a voz interior divina de Sócrates. Quatro casos separadas são descritas em que Sócrates recebeu uma premonição dos deuses, mas em cada caso, o conselho foi ignorado com consequências desastrosas. Sócrates também é apresentado como tendo um poder divino e de efeito mágico sobre seus alunos, mas que desaparece se eles o abandonam para perseguir outros interesses.

## Filosofia moderna
Teages 125e8-126a4 é citado por Nietzsche em A Vontade de Poder §958: "No Teages de Platão está escrito: 'Cada um de nós gostaria de ser mestre sobre todos os homens se possível, ou melhor ainda um Deus.' Esta atitude deve existir novamente" (trad. Walter Kaufmann).